# St. Rosa (Minnesota)
St. Rosa és una població dels Estats Units a l'estat de Minnesota. Segons el cens del 2000 tenia 44 habitants.

## Demografia
Segons el cens del 2000, St. Rosa tenia 44 habitants, 16 habitatges, i 12 famílies. La densitat de població era de 45,9 habitants per km².
Dels 16 habitatges en un 50% hi vivien nens de menys de 18 anys, en un 68,8% hi vivien parelles casades, en un 0% dones solteres, i en un 25% no eren unitats familiars. En el 25% dels habitatges hi vivien persones soles el 12,5% de les quals corresponia a persones de 65 anys o més que vivien soles. El nombre mitjà de persones vivint en cada habitatge era de 2,75 i el nombre mitjà de persones que vivien en cada família era de 3,33.
Per edats la població es repartia de la següent manera: un 34,1% tenia menys de 18 anys, un 6,8% entre 18 i 24, un 40,9% entre 25 i 44, un 9,1% de 45 a 60 i un 9,1% 65 anys o més.
L'edat mediana era de 28 anys. Per cada 100 dones de 18 o més anys hi havia 141,7 homes.
La renda mediana per habitatge era de 48.125 $ i la renda mediana per família de 43.438 $. Els homes tenien una renda mediana de 28.750 $ mentre que les dones 70.000 $. La renda per capita de la població era de 28.282 $. Cap de les famílies estaven per davall del llindar de pobresa.

## Poblacions més properes
El següent diagrama mostra les poblacions més properes.